# 崔家庙千佛塔
崔家庙千佛塔，位于山东省平原县三唐乡。是中华人民共和国山东省省级文物保护单位之一。
2013年，列入第四批山东省文物保护单位，该文物保护单位是一座古建筑。